# آلتنالپ تورم
آلتنالپ تورم (به لاتین: Altenalp Türm) یک کوه در سوئیس است که در کانتون اپنزل اینرهودن واقع شده‌است. آلتنالپ تورم ۲٬۰۳۳ متر بالاتر از سطح دریا واقع شده‌است.